# 須田瞬海
須田 瞬海（すだ しゅんかい、1991年 - ）は、日本の実業家、Cyber Now代表取締役社長。

## 人物・経歴
1991年生まれ。2014年3月、立教大学卒業。体育会硬式野球部出身。2014年4月、サイバーエージェント入社、メディア事業本部へ配属。 入社二年目にメディアディベロップメント事業本部マネージャーへ昇格。 入社三年目に株式会社CA Young Lab設立、代表取締役。入社五年目に株式会社Cyber Now設立、代表取締役。同時にWebメディア「新R25」事業統括。